# Gabriel Sigua
Gabriel Sigua (en georgià : გაბრიელ სიგუა ; nascut a Rustavi el 30 de juny de 2005) és un futbolista professional georgià que juga com a migcampista al Basilea de la Superliga suïssa i a la selecció de Geòrgia.

## Trajectòria
Sigua va començar a les categories inferiors del FC Rustavi i, posteriorment, de Saburtalo. Als 13 anys va canviar d'equip, entrant a l'acadèmia juvenil del Dinamo Tbilisi. El 2021, quan estava a categoria Sub-17, va guanyar la medalla Aleksandre Chivadze, un reconeixement als millors joves georgians de l'any. Va fer el seu debut al primer equip del Dinamo Tbilisi en una victòria per 2-1 a la Copa de Geòrgia contra Samtredia el 7 d'agost de 2022. El 20 d'agost va debutar a l'Erovnuli Liga en un partit on el Dinamo Tbilisi va guanyar per 3-0 al Dila Gori.
El 12 de juliol de 2023, Sigua va marcar el gol de l'empat en la seva primera aparició a les eliminatòries de la UEFA Champions League en un empat 1-1 contra l'Astana.
El 25 de juliol el Basilea va anunciar que havia signat Sigua amb un contracte de cinc anys. Es va unir al primer equip del Basilea per a la temporada 2023-24, entrenat per Timo Schultz. Sigua va debutar a la lliga suïssa el 13 d'agost entrant com a suplent al minut 78, en un partit on el Basilea va ser derrotat per 2-1 el Lausanne-Sport. Va marcar el seu primer gol a la Lliga amb el seu nou equip en el partit a casa del 3 de setembre. Sortint des de la banqueta al minut 70, va aconseguir empatar el partit contra el Zuric al minut 5 del temps afegit.
A la seva segona temporada al Basilea va aconseguir el doblet guanyant la Lliga i la Copa del país helvètic.

## Selecció de Geòrgia
Després de passar per totes les categories inferiors, va ser convocat per la selecció absoluta georgiana el març de 2023 a l'edat de 17 anys. Va fer el seu debut internacional amb Geòrgia el 25 de març de 2023 en un amistós contra Mongòlia que va acabar amb victòria georgian per 6-1.
Sigua va ser membre de la selecció sub-21 de Geòrgia per al Campionat d'Europa sub-21 de 2023, coorganitzat per Geòrgia i Romania.
Va ser un dels integrants de la selecció de Geòrgia que va participar en l'Eurocopa d'Alemanya 2024, tot i que no va arribar a jugar ni un sol minut a la competició.

## Estadístiques

### Clubs
Actualitzat a 4 de maig de 2025
| Club          | País    | Any       | Partits | Gols |
| ------------- | ------- | --------- | ------- | ---- |
| Dinamo Tbilsi | Geòrgia | 2022-2023 | 31      | 5    |
| FC Basilea    | Suïssa  | 2023-     | 32      | 4    |

### Selecció
Actualitzat a 28 de juliol de 2025
| Selecció | Any natural | Partits Jugats | Gols aconseguits |
| -------- | ----------- | -------------- | ---------------- |
| Geòrgia  | 2023        | 2              | 0                |
| Geòrgia  | 2024        | 0              | 0                |
| Total    | Total       | 2              | 0                |

## Palmarès

### Dinamo Tbilisi
- Erovnuli Liga: 2022
- Supercopa de Geòrgia: 2023

### Basilea
- Superliga Suïssa: 2024-25
- Copa de Suïssa: 2024-25

### Individual
- Jugaodr sub-17 de l'any de l'Erovnuli Liga: 2021[12]

- Ordre d'Honor de Geòrgia: 2024[13]